# Willis Building
El Willis Building es un rascacielos situado en Londres, Reino Unido, llamado en honor a su principal ocupante, la agencia de seguros Willis. Está situado en el 51 de Lime Street, en la City de Londres.
El Willis Building fue diseñado por el arquitecto Norman Foster y promovido por British Land. Está situado frente al Edificio Lloyd's y tiene 125 metros de altura, con 26 plantas. El rascacielos tiene un diseño con "escalones," que pretendía parecer la concha de un crustáceo. Los retranqueos están a 97 m y 68 m. En total, contiene 44 100 m² de oficinas, la mayoría de los cuales fueron prealquilados a Willis, empresa de gestión de riesgos y seguros.

## Historia
El Willis Building fue construido entre 2004 y 2008 bajo la dirección de Mace. El Willis Building fue una adición importante al skyline de la City de Londres, convirtiéndose en su cuarto edificio más alto después de la Tower 42, 30 St. Mary Axe y CityPoint. El núcleo fue coronado en julio de 2006 y la estructura de acero se completó en septiembre. El acristalamiento comenzó en julio de 2006 y el edificio se completó exteriormente en junio de 2007. Se acondicionó internamente y abrió oficialmente en abril de 2008.
El edificio fue el primero de una ola de nuevos rascacielos planeados para el distrito financiero de Londres. Algunos otros son la Bishopsgate Tower (también conocida como The Pinnacle), el Leadenhall Building (apodado el "rallador de queso"), y la Heron Tower.

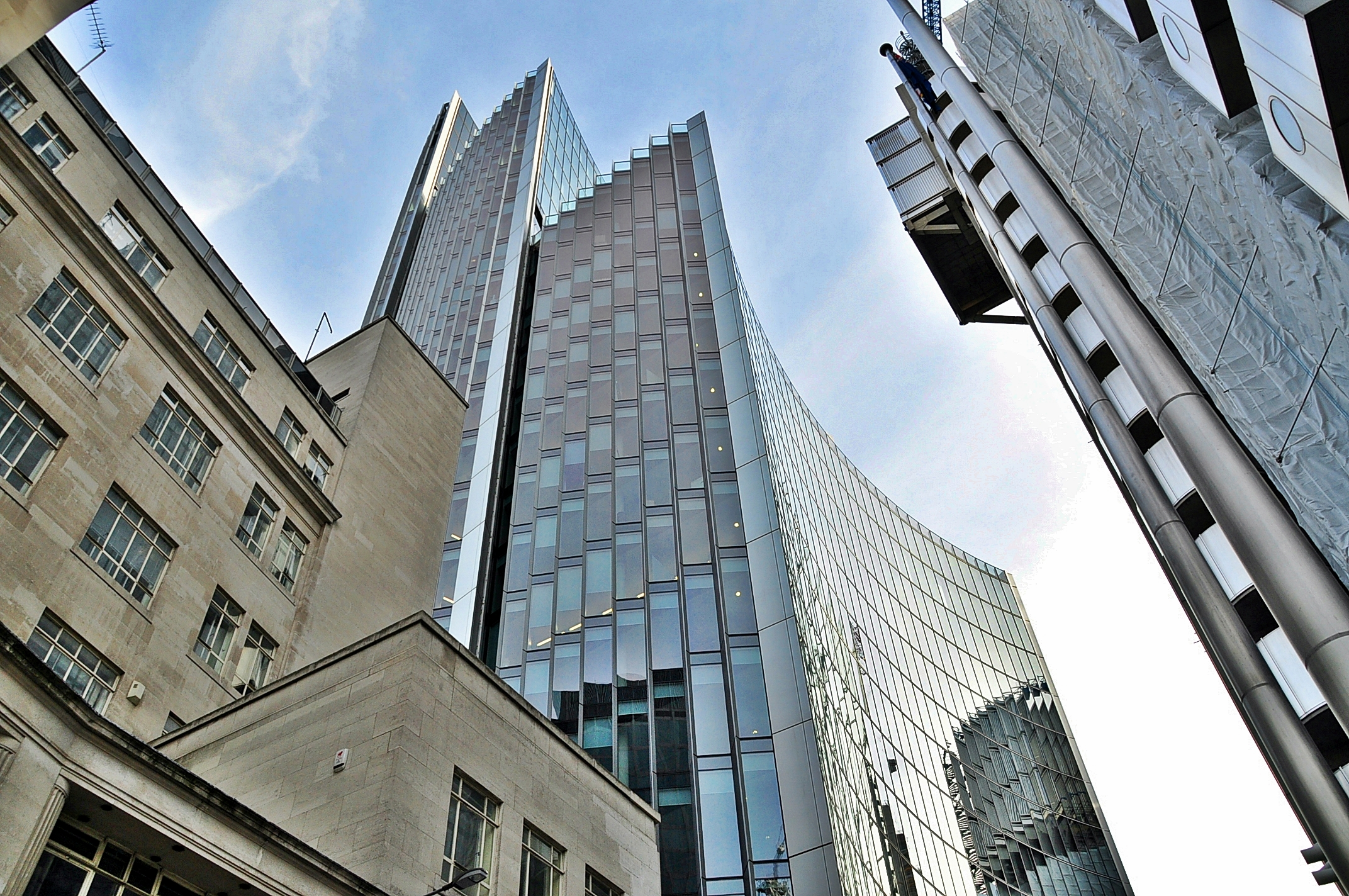
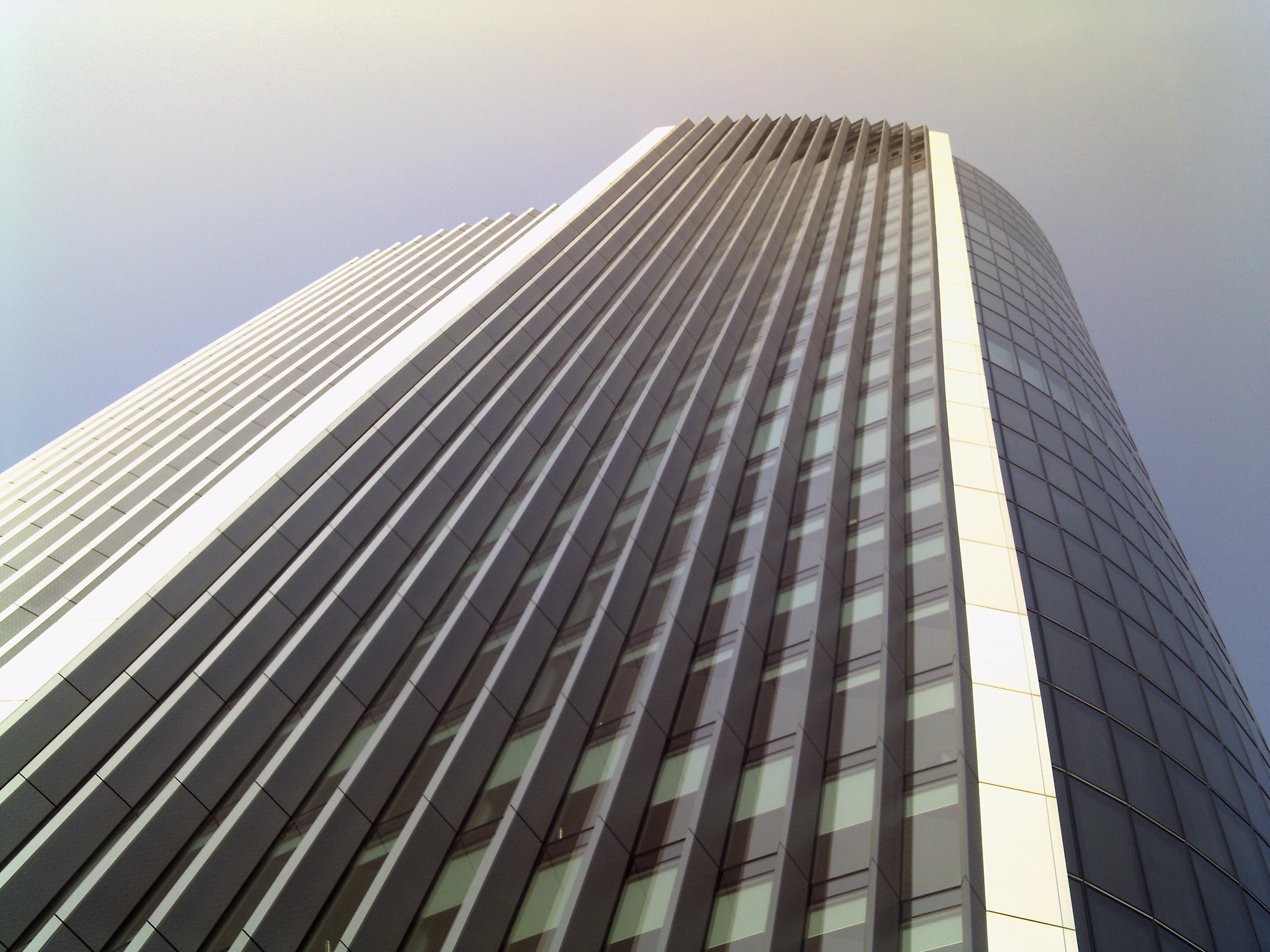
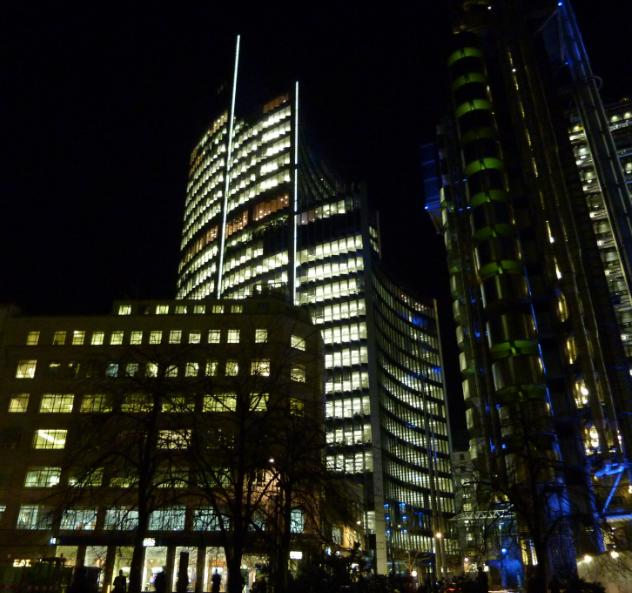